# Nasiha Kapidžić-Hadžić
Nasiha Kapidžić-Hadžić (Banja Luka, 6. prosinca 1932. – Sarajevo, 22. rujna 1995.), bosanskohercegovačka je književnica bošnjačkog podrijetla. 

## Životopis
Otac Nasihe Kapidžić, Hadžić Ali-efendija bio je viši vojni imam (tabor – imam) u vojsci Kraljevine Jugoslavije i početkom Drugog svjetskog rata, bio je prvi potpisnik čuvene Rezolucije banjolučkih muslimana, koja je bila usmjerena protiv progona Srba i Židova od vlasti Nezavisne Države Hrvatske.
Osnovnu i srednju školu završila je u rodnom gradu i diplomirala na Filozofskom fakultetu Sveučilišta u Beogradu. U početku je radila kao profesor u banjolučkoj gimnaziji, a zatim je bila urednik u Obrazovnom i Dječjem programu Radija Sarajevo. Potom je prešla u Izdavačko preduzeće "Veselin Masleša" gdje je, do mirovine, bila urednik edicije za djecu i omladinu.
Nasiha Kapidžić-Hadžić je pisala poeziju za djecu, poetsko-prozne zapise i dramske tekstove. Njeni pjesnički i prozni radovi uvršteni su u niz antologija i čitanki za osmogodišnje škole. Najveći dio onoga što je napisala posvetila je Banjoj Luci Banjaluci. Zastupljena je izborom iz pjesničkog opusa u školskoj lektiri.
Svakog srpnja u kući i bašti u sklopu manifestacije Dani banjalučke dijaspore se održavaju književni susreti Vezeni mostovi, koji su ime dobili po jednoj od pjesama Nasihe Kapidžić-Hadžić. O značaju pjesnikinje govori činjenica da je tiskana poštanska marka s njenim likom.

## Nagrade
- Dvadesetsedmosrpanjska nagrada
- Šestotravanjska nagrada grada Sarajeva;
- Nagrada Zmajevih dječjih igara
- Nagrada Veselin Masleša koju dodjeljuje grad Banja Luka
- Dvije godišnje nagrade Izdavačkog poduzeća Svjetlost

## Djela

### Poezija
- Maskenbal u šumi (1962)
- Vezeni most (1965)
- Od zmaja do viteza (1970)
- Skrivena priča (1971)
- Poslanica tiha (1972)
- Od tvog grada do mog grada (1975)
- Šare djetinjstva (1977)
- Liliput (1977)
- Lete, lete laste (1981)
- Vrbaska uspavanka (1981)

### Proza
- Kad si bila mala (1973)
- San o livadici (1973)
- Glas djetinjstva (1975)
- Događaj u Loncipunumu (1977)
- Glas djetinjstva (1978)
- Dječja pozornica (1982)

## Vanjske povezice
- Nasiha Kapidžić-Hadžić